# ساختمان قدیم نیوانگلند

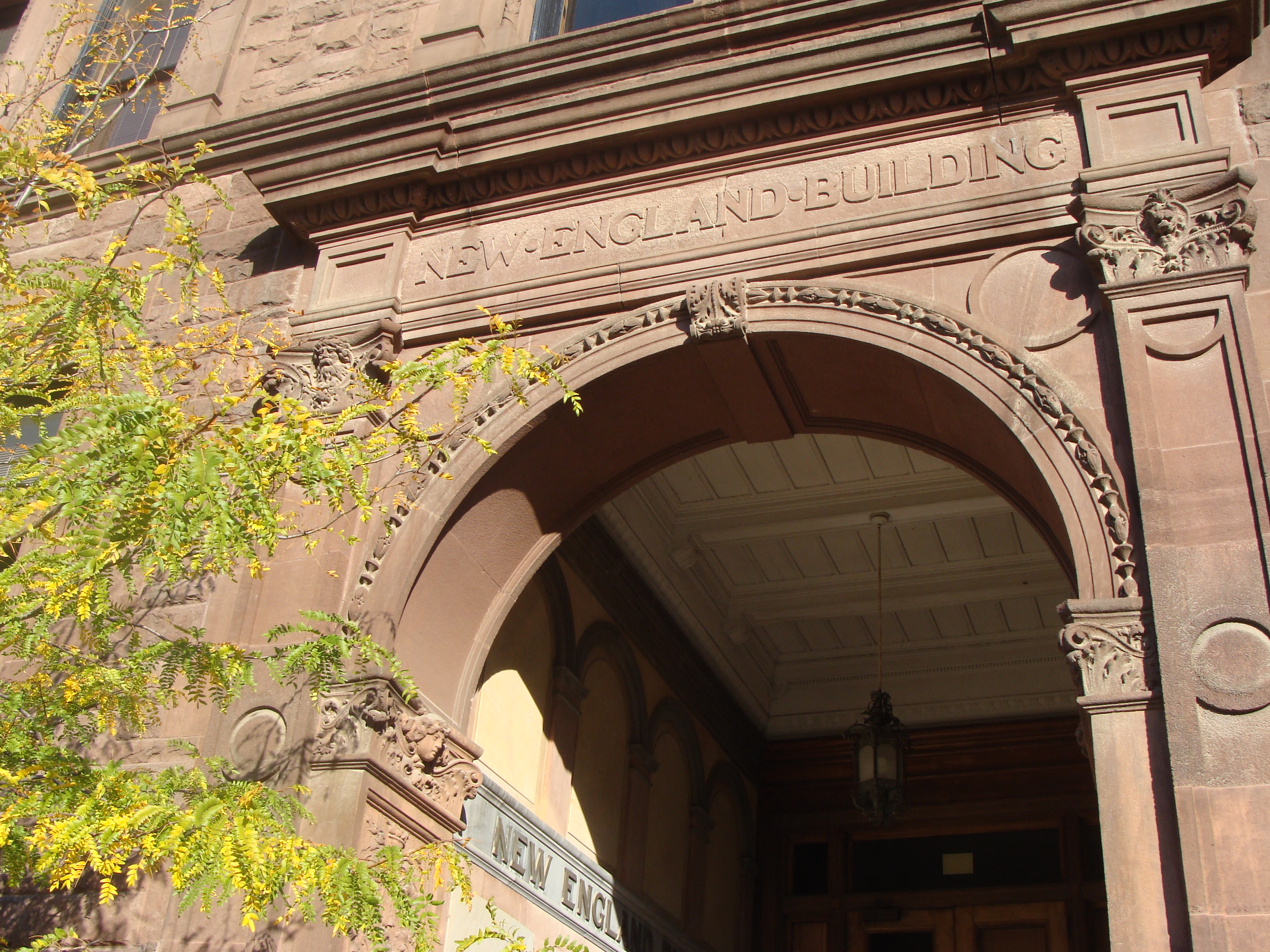

ساختمان قدیم نیوانگلند (به انگلیسی: Old New England Building) نام یک ساختمان قدیمی در شهر کانزاس سیتی در ایالت میزوری در آمریکا است.
این ساختمان در سال ۱۲۶۵ هجری خورشیدی (۱۸۸۶ میلادی) توسط یک شرکت معماری از بوستون ساخته گردید، و امروزه در ثبت اماکن تاریخی ملی آمریکا قرار دارد.